# Dawood Saad
Dawood Saad (Riffa, Baréin; 9 de julio de 1986) es un exfutbolista de Baréin que jugaba en las posiciones de defensa y centrocampista.

## Carrera

### Club
| Periodo   | Club           |
| --------- | -------------- |
| 2006-2010 | Riffa SC       |
| 2010-2011 | Manama Club    |
| 2011-2018 | Riffa SC       |
| 2018-2020 | Busaiteen Club |

### Selección nacional
Jugó para Baréin en 33 ocasiones de 2009 a 2013 y participó en la Copa Asiática 2011.

## Logros
- Liga Premier de Baréin (2): 2012, 2014
- Copa FA de Baréin (1): 2014